# Ahlia
Ahlia is een monotypisch geslacht van straalvinnige vissen uit de familie van slangalen (Ophichthidae). Het geslacht is voor het eerst wetenschappelijk beschreven in 1891 door Jordan & Davis.

## Soort
- Ahlia egmontis (Jordan, 1884)